# Amanti senza peccato
Amanti senza peccato è un film italiano del 1957 diretto da Mario Baffico.
È conosciuto anche con il titolo La sposa non vestiva di bianco.

## Trama
Nel borgo marinaro di Portovenere (SP) il giovane Righetto è reduce da scorribande piratesche quando incontra la giovane Pina, innamorandosene perdutamente. Il loro amore è però ostacolato dal padre di Pina, che insieme al fratello ha già stabilito di dare la ragazza in sposa a un cugino di lei, partito per la guerra e proprietario della paranza da pesca utilizzata nel frattempo da Righetto per guadagnarsi da vivere.
Unico amico della coppia è il giovane Balin, aiutante di Righetto, che lo segue anche in carcere a Vernazza dopo l'ingiusta accusa dell'incendio della barca di Marco.
Dopo alcune peripezie, i due innamorati si ritrovano nella Cala dell'Arpaia, dove Pina si rifugia per evitare le nozze con l'avido cugino Marco e dove nel frattempo si scatena una terribile mareggiata.

## Produzione
Pellicola ascrivibile al filone dei melodrammi sentimentali strappalacrime (in seguito ribattezzato dalla critica come neorealismo d'appendice), la lavorazione iniziò nel 1950, periodo in cui tale genere era all'apice del suo successo tra il pubblico italiano, ma a causa di alcune traversie burocratico-economiche, riuscì a trovare una distribuzione solo sette anni più tardi.

## Accoglienza
Distribuito nelle sale cinematografiche italiane nel 1957, quando il filone melò era ormai da tempo entrato nella sua fase calante, il film registrò uno scarso successo economico e passò inosservato dalla critica.